# Измайлов, Владилен Васильевич
Владиле́н Васи́льевич Изма́йлов (8 ноября 1933 — 2004) — советский и российский учёный, специалист в области экологии, доктор географических наук, профессор.

## Биография

### Образование
В 1957 году окончил ВАМУ, по специальности океанология.
В 1971 году защитил диссертацию на соискание ученой степени кандидата географических наук, в 1996 году в Санкт-Петербургском государственном университете — диссертацию на соискание учёной степени доктора географических наук, тема: «Трансформация и перенос нефтезагрязнения в системе океан-лед-атмосфера», специальность 11.01.11.

### Профессиональная деятельность
Являлся участником 2-й, 17-й и 40-й антарктических экспедиций, зимовал на четырех дрейфующих станциях «Северный полюс». В составе 40 РАЭ  возглавлял станцию Новолазаревская.
В 1995 году В.В. Измайлов в третий раз побывал в Антарктиде на борту НЭС «Академик Федоров».
До 1997 года работал в НИИ Арктики и Антарктики.

### Преподавательская работа
Работал в ГМА им. адм. С. О. Макарова.
С 1997 года — профессор кафедры безопасности жизнедеятельности.

## Научная деятельность
Профессор В. В. Измайлов — автор более 100 научных и учебно-методических работ (в том числе 4 монографий, а также учебников и учебных пособий). Сфера научных интересов — экология Северного Ледовитого океана.
Выполнил ряд уникальных экспериментов по изучению трансформации нефтяных загрязнений в полярных областях.

## Членство в научных организациях
- Академик Международной академии экологической безопасности.

## Награды
- Почетный полярник[источник не указан 763 дня]